# Алесандрија дел Карето
Алесандрија дел Карето (итал. Alessandria del Carretto) је насеље у Италији у округу Козенца, региону Калабрија.
Према процени из 2011. у насељу је живело 523 становника. Насеље се налази на надморској висини од 997 м.

## Становништво
Према резултатима пописа становништва 2011. у општини је живело 530 становника.
| 1931. | 1936. | 1951. | 1961. | 1971. | 1981. | 1991. | 2001. | 2011. |
| ----- | ----- | ----- | ----- | ----- | ----- | ----- | ----- | ----- |
| 1.626 | 1.602 | 1.576 | 1.479 | 1.366 | 1.156 | 1.026 | 745   | 530   |